# Still Reigning
Still Reigning es un DVD en directo de la banda estadounidense de thrash metal Slayer, lanzado en 2004 por American Recordings. Filmado en el Augusta Civic Center el 11 de julio de 2004, contiene la interpretación al completo del álbum de 1986, Reign in Blood, con los cuatro miembros originales de la banda en un escenario similar al de la gira Reign in Pain de 1986. Still Reigning fue votado "mejor DVD en directo" por los lectores de la revista Revolver y fue certificado oro por la RIAA en 2005.
El final del video muestra a los miembros de Slayer llenos de sangre falsa mientras interpretan la canción "Raining Blood", cosa que llevó a un proceso de mezcla y postproducción lleno de dificultades técnicas. El productor del DVD, Kevin Shirley, pasó horas reemplazando golpes de caja y timbales uno por uno. Aireó públicamente diferencias financieras con la banda y criticó la calidad de la grabación, dando como resultado supuestas amenazas e insultos por parte de gente cercana a la banda.

## Historia
Reign in Blood se lanzó en 1986 y fue el primer álbum de Slayer en entrar en las listas del Billboard 200, en el puesto número 94, y el primero en ser certificado oro por la RIAA. Los críticos musicales alabaron el álbum; Kerrang! lo describió como "el álbum más duro de todos los tiempos", mientras que Steve Huey, de Allmusic comentó que el álbum era "un clásico congelado". Esta buena recepción llevó al agente de giras europeas de la banda, John Jackson, a sugerir que la banda tocara Reign in Blood al completo en el tour Jagermeister de 2003 y 2004, bajo el título de "Still Reigning". Dave Lombardo, el batería original de la banda, que había grabado la batería en el álbum, volvió a unirse a Slayer en 2001, después de su marcha en 1991, lo que influyó en la decisión de la banda de tocar el álbum al completo, ya que volvían a estar los cuatro miembros y todos lo tenían como un punto álgido de su carrera. La banda estaba a punto de entrar en el estudio para grabar su nuevo álbum, Christ Illusion, pero el productor de la banda, Rick Rubin, insistió en que esperaran debido a problemas con la discográfica, American Recordings. Así que, el mánager de la banda sugirió grabar una actuación del Jagmiester para lanzarlo en DVD.
La última pista del DVD, "Raining Blood", culmina con la banda llena de sangre de atrezzo. El guitarrista Jeff Hanneman tuvo la idea de la sangre dos años después del lanzamiento de Reign in Blood', pero, en aquel momento la banda no contaba con la financiación para hacerlo. El comienzo de la película Blade (1998) contiene un "baño de sangre" con vampiros bailando en un club con sangre cayendo del tejado a través de un sistema de riego, lo que reavivó el interés de Jeff Hanneman y Kerry King, y siendo que la banda había lanzado un DVD el año antes, War at the Warfield, decidieron añadir algo diferente al nuevo DVD; una lluvia de sangre. King afirmó que como Lombardo no aparecía en el DVD anterior, este iba a ser importante. Debido a la escasa longitud del video, el director Dean Karr escogió otras seis canciones del mismo concierto en las que pensaba que la banda sobresalía para completar el DVD.

## Grabación
Still Reigning fue grabado en el Augusta Civic Center de Augusta, Maine, el 11 de julio de 2004, antes del Ozzfest 2004. Se pusieron a disposición del director Dean Karr que contaba con diez cámaras para documentar el concierto, la acción en el backstage y las entrevistas en el autobús de gira. La entrevista, "Slayer: In their own words", es una pieza de siete minutos en donde la banda habla de los primeros años, sus influencias, las letras de sus canciones, la vuelta de Lombardo y el eventual final de la banda. Hay un punto en que Lombardo rechaza la posibilidad de una futura "gira de despedida", remarcando que si la banda se percata de que "ha pedido el norte" simplemente "lo daremos por finalizado".
Se adaptó el escenario para que se pareciese al de la gira de Reign in Pain de 1986, con el águila de Slayer y una cruz invertida proveniente de los focos. El escenario fue modificado para absorber "la sangre" con un sistema que lo volvía a tirar encima de la banda, además de hacer más fácil la limpieza y minimizar las posibilidades de accidentes por resbalones. El DVD fue grabado en video 1.85:1, evitando así errores como aliasing o un escenario turbio cuando estuviera completamente iluminado, y el audio en Dolby Digital 5.1 y 2.0 estéreo, sin  subtítulos.

## Producción
Kevin Shirley, que había trabajado con Iron Maiden y Dream Theater, produjo el DVD. Hizo comentarios describiendo las necesidades del proceso de mezclas en su estudio de Nueva York: "Está bien -en algunas partes rockea duro, en otras es un poco chapucero, pero estoy seguro de que no van a usar el concierto íntegro. Fue duro de mezclar". Al día siguiente Shirley se disculpó por su "comentario poco profesional" hacia la banda, y alteró el artículo de su página web para decir: "Esta semana he terminado de mezclar una actuación en vivo de Slayer para un DVD, en estéreo y surround, y es genial - rockea duro, aunque fue duro hacer la mezcla".
El 30 de septiembre de 2006, Shirley volvió a hacer un comentario en el que, esta vez, alegaba que no había sido pagado por su trabajo, además de haber recibido amenazas e insultos por parte de gente relacionada con la banda: "He mezclado a una banda maravillosa con una de las peores grabaciones de sonido jamás. Es vergonzoso que no se gasten nada en una grabación decente. No diré quien, porque la última vez que comenté sobre una grabación chapucera (en esta página), se negaron a pagarme y recibí todo tipo de amenazas e insultos por parte de gente relacionada con la banda, así que ¡mejor me estoy callado!"
La sangre de atrezzo causó dificultades técnicas debido a que mojó los micrófonos, las guitarras y los timbales, que según Shirley sonaban como "tazas de café siendo golpeadas con una cuchara". Una reseña del DVD dijo que "si no fuera porque el guitarrista Jeff Hanneman estaba fuera de posición por lo que no recibió toda la sangre, la guitarra seguramente habría sonado bastante mal". Hanneman se perdió la primera lluvia debido a unos problemas técnicos con su guitarra, recibiendo una lluvia menos abundante al volver al escenario. Shirley reemplazó miles de golpes de caja y timbales con las de grabaciones anteriores; el proceso llevó varios días para completarse. Después de grabar el DVD, en la gira, la banda usó un sistema de aspersores con agua diluida en detrimento de los cubos de sangre como alquitrán del DVD. King después dijo, "a mi guitarra no le gustó, y fue la última vez que la utilicé", y la donó al Hard Rock Cafe después del concierto. El vocalista Tom Araya sintió lo mismo y admitió; "fue un desastre. No podía tocar porque la lluvia del comienzo de la canción me llenó. No podía sujetar la púa. Estaba pegándole al bajo intentando sacarle algún sonido".

## Recepción
Still Reigning debutó en la lista Billboard de DVD en el puesto número siete — vendiendo 9813 copias. Se convirtió en el segundo DVD de la banda en ser certificado oro por la RIAA el 20 de julio de 2005, después de War at the Warfield, que lo recibió un año antes por vender más de cincuenta mil copias. Los lectores de la revista Revolver lo votaron como "el mejor DVD en directo" de 2005, haciendo que la banda liderara esta categoría dos años seguidos.
Slayer tuvo una buena acogida por parte del público del Augusta Civic Center. Al terminar la mitad del set list, la banda abandonó brevemente el escenario para volver y tocar el álbum de 29 minutos, Reign in Blood como bis. En la última canción, "Raining Blood" se apagaron las luces y se empapó a los integrantes de Slayer con dos cubos de sangre de atrezzo. Según King, el público se quedó callado unos segundos hasta que se dieron cuenta de que era parte del espectáculo. King pensó que Araya parecía un asesino en serie psicótico, cosa que contribuyó a la reacción del público. Después de las primeras dos inundaciones, se usó sangre falsa diluida con agua para que pareciese que "llovía sangre".
Andy Patrizio de IGN otorgó al DVD seis de diez estrellas comentando, "Tom Araya perdió su perforante alarido que abre 'Angel of Death' y el final de 'Necrophobic'", además de alabar el regreso de Lombardo, diciendo que el batería "...no ha perdido el paso en absoluto. Sin casi tiempo de respirar entre canción y canción, la leyenda de la batería underground muestra que un inminente cuadragésimo cumpleaños (el mes que viene) no le va a desacelerar". Patrizio dijo que la producción no era del más alto calibre, ya que los cortes al "estilo MTV" distraían, al igual que los cambios entre blanco y negro y color. Patrizio terminó la reseña con el siguiente comentario: "esto es lo que consigues dejando a Uwe Boll dirigir tu video musical", siendo Boll un director de cine muy criticado.

## Lista de canciones
| Reign in Blood directo 1. "Angel of Death" 2. "Piece by Piece" 3. "Necrophobic" 4. "Altar of Sacrifice" 5. "Jesus Saves" 6. "Criminally Insane" 7. "Reborn" 8. "Epidemic" 9. "Postmortem" 10. "Raining Blood" | Material extra 1. "War Ensemble" 2. "Hallowed Point" 3. "Necrophiliac" 4. "Mandatory Suicide" 5. "Spill the Blood" 6. "South of Heaven" 7. "Slayer in Their Own Words" (entrevista) |

## Personal
| Slayer - Tom Araya - bajo, voz - Jeff Hanneman - guitarra principal - Kerry King - guitarra principal - Dave Lombardo - batería | Producción - Kevin Estrada - fotografía - Arthur Gorson - productor - Nick John - productor ejecutivo - Dean Karr - director - Bernard Nussbaumer - productor ejecutivo - Rick Sales - productor ejecutivo |